# Friedrich Anton Wyttenbach

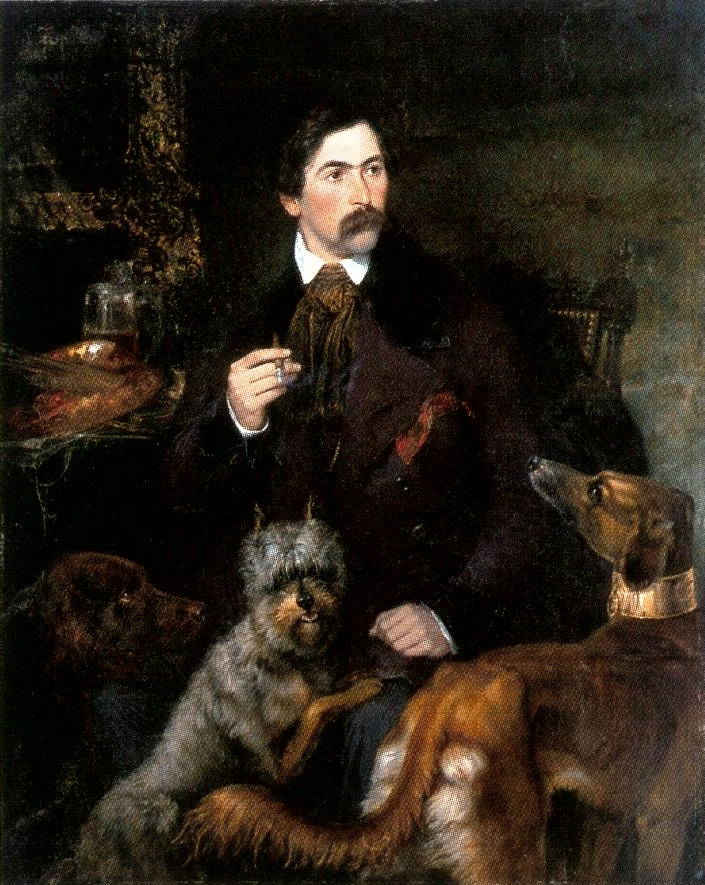
Engelbert Seibertz: 1839 Bildnis des Malers Anton Wyttenbach, die Hunde von diesem selbst hinzugefügt. Öl auf Leinwand, 130 × 104 cm, Stadtmuseum Simeonstift Trier, Inv. Nr. III 243.

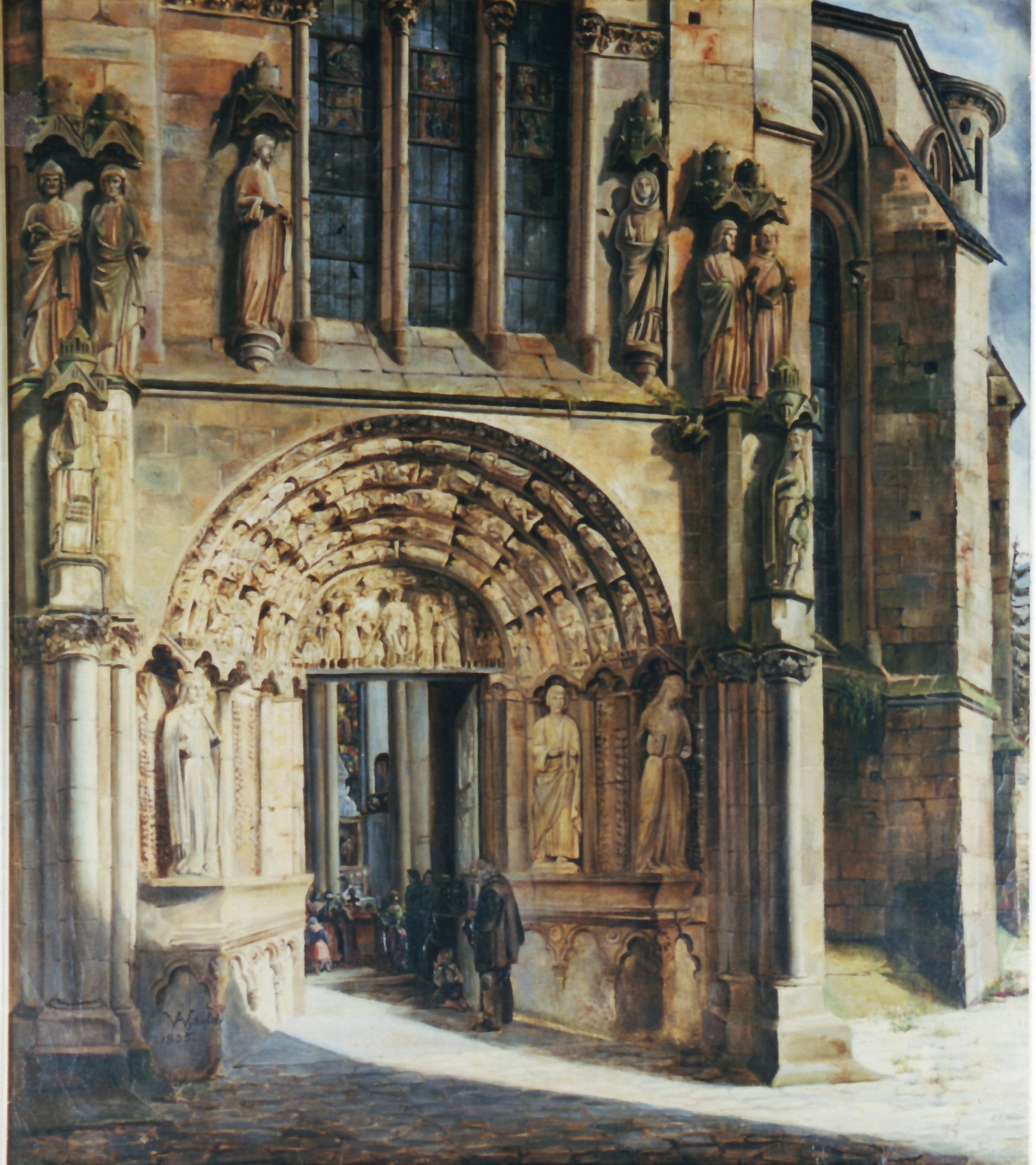
Portal der Liebfrauenkirche in Trier. 1835, Öl auf Leinwand, 83 × 73 cm, Stadtmuseum Simeonstift Trier, Inv. Nr. III 341.

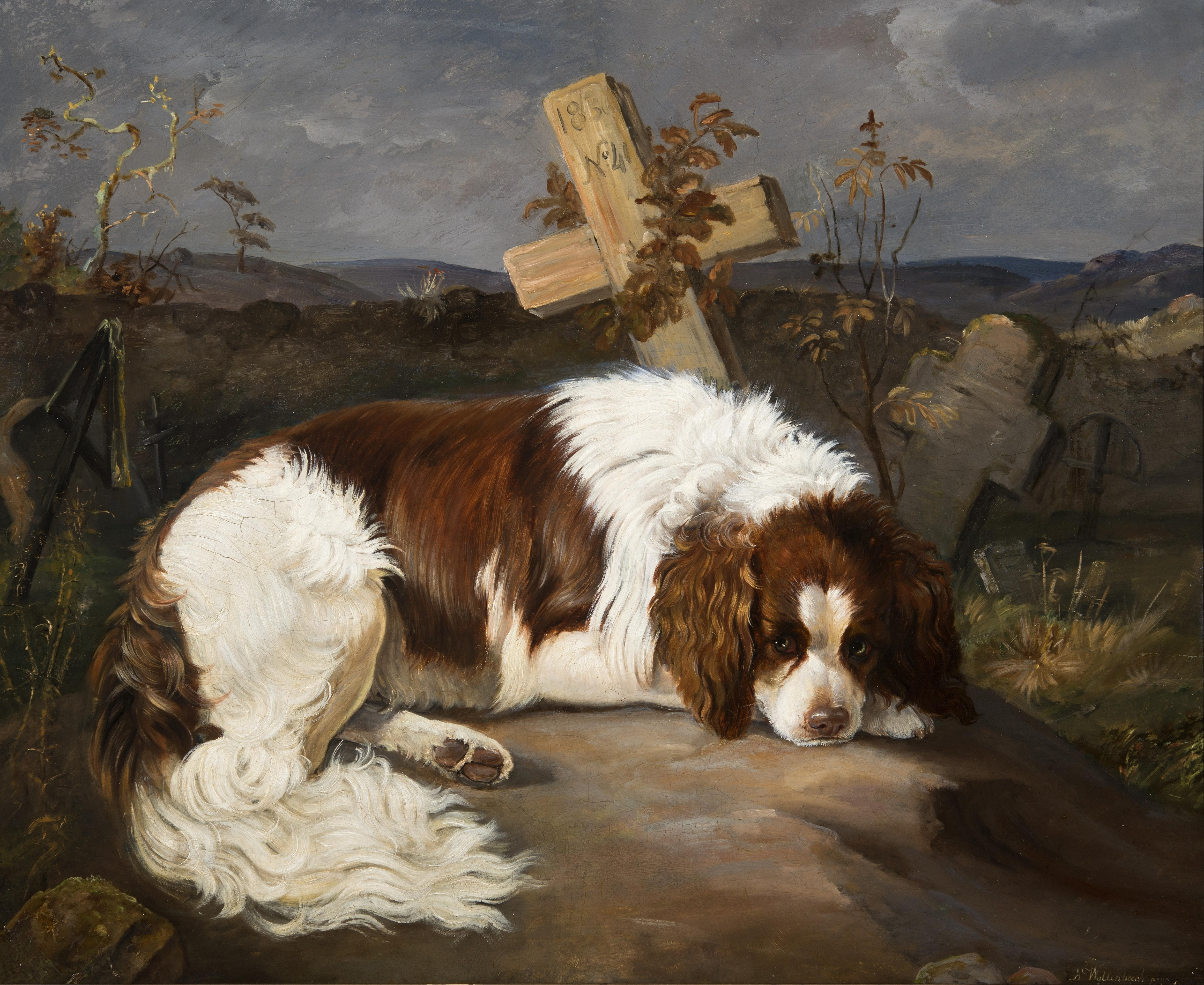
Hund auf dem Grab seines Herrn. 1836, Öl auf Leinwand, 63 × 77 cm, Stadtmuseum Simeonstift Trier, Inv. Nr. III 1180.

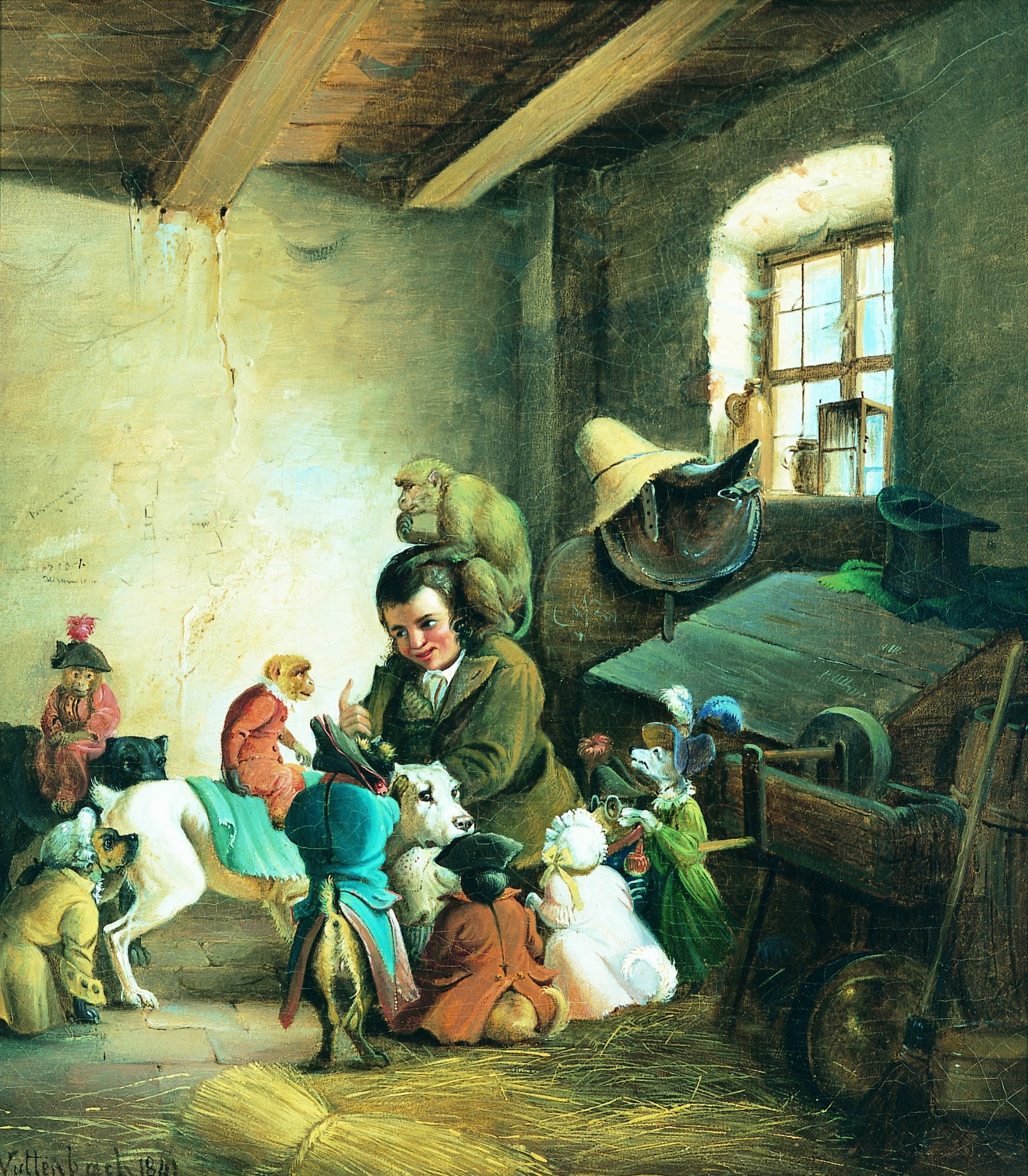
1841 Die Generalprobe., Öl auf Leinwand, 39 × 34,5 cm, Stadtmuseum Simeonstift Trier, Inv. Nr. III 1513.

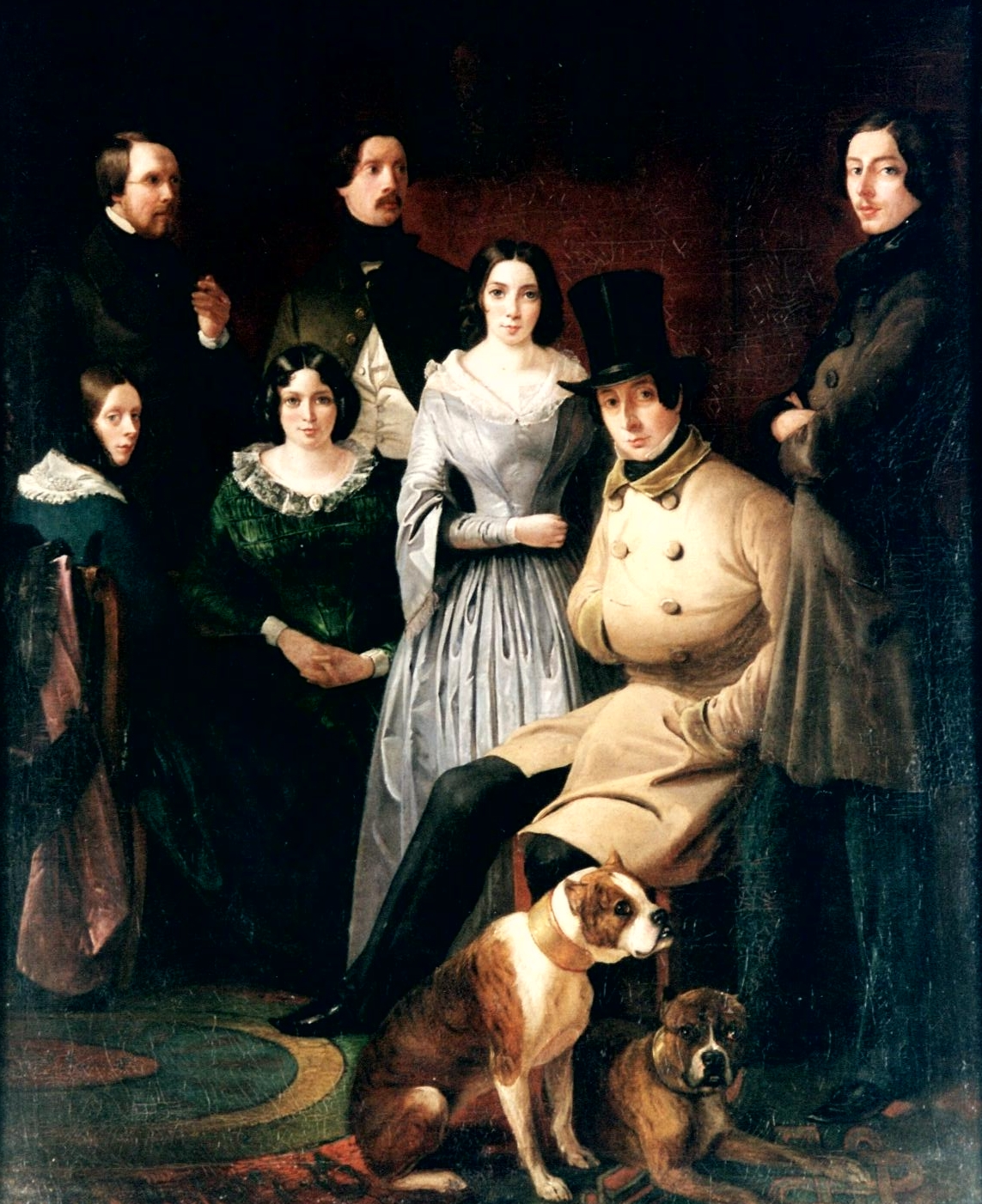
Familienporträt. 1844, Öl auf Leinwand, auf Holz aufgezogen, 62 × 50 cm, Stadtmuseum Simeonstift Trier, Inv. Nr. III 68.

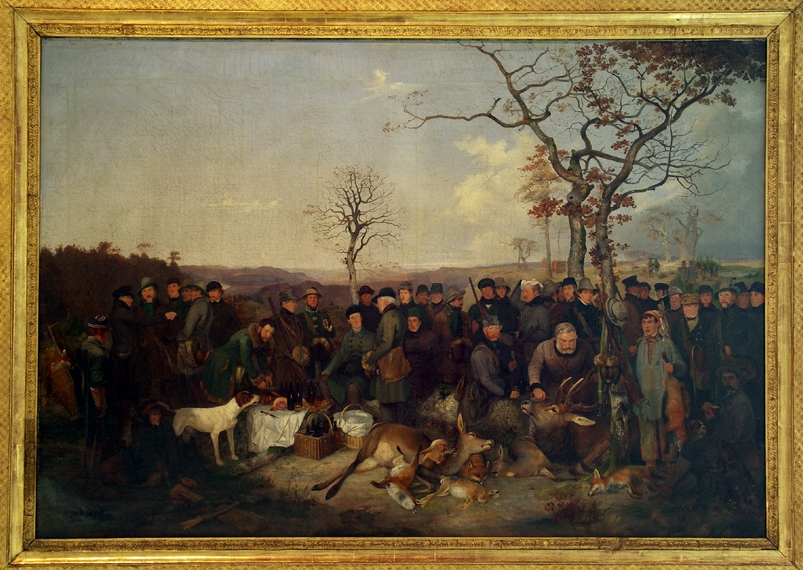
Trierer Jagdgesellschaft. 1845, Öl auf Leinwand, 95 × 137 cm, Stadtmuseum Simeonstift Trier, Inv. Nr. III 66.

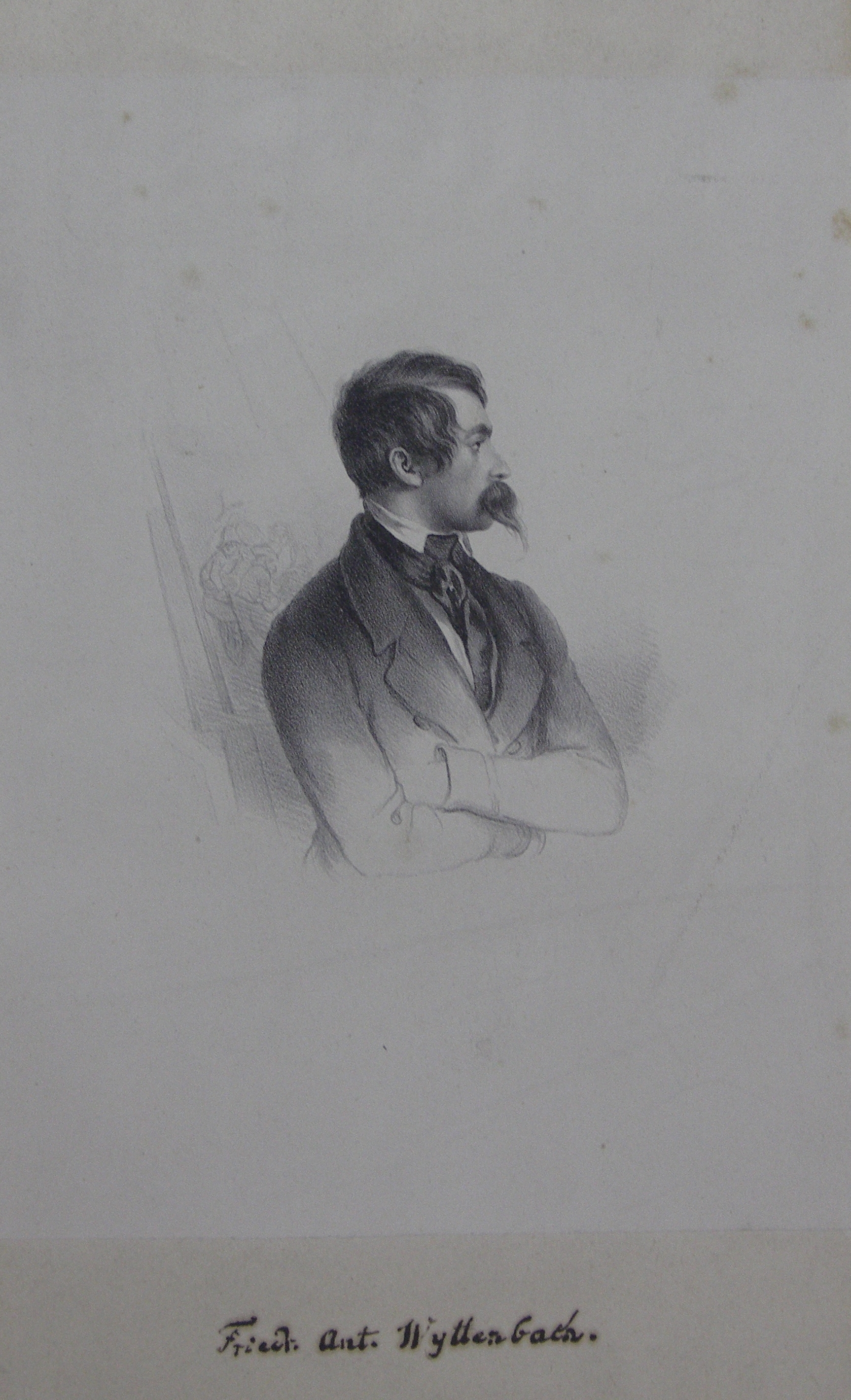
Selbstporträt vor Staffelei mit Ölgemälde. Um 1834, Lithografie, 34,5 × 21,5 cm, Stadtmuseum Simeonstift Trier, Inv. Nr. V 386.

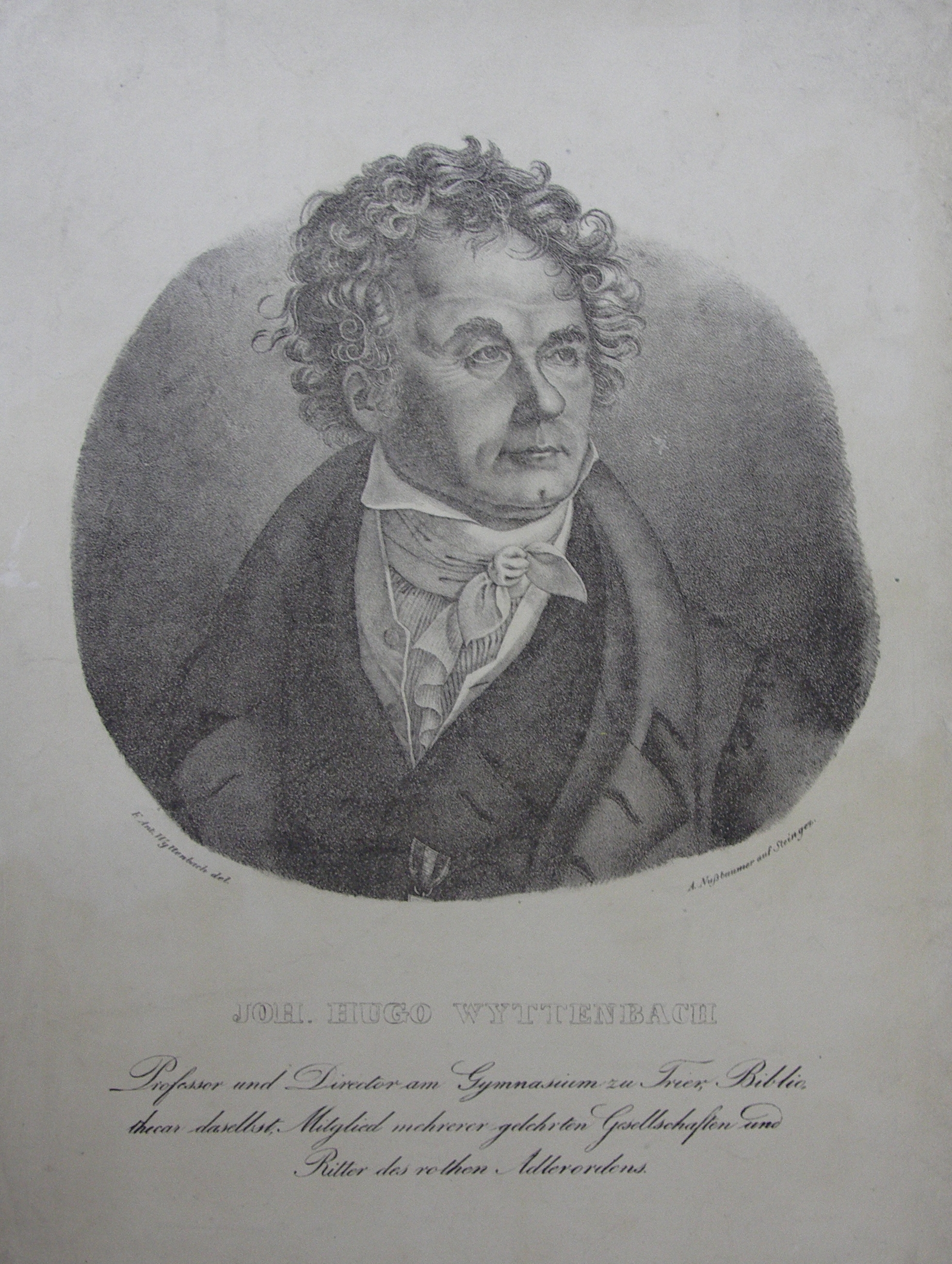
Porträt seines Vaters Johann Hugo Wyttenbach. Undatiert, Lithografie (A. Nußbaumer), 35 × 26 cm, Stadtmuseum Simeonstift Trier, Inv. Nr. V 1023.

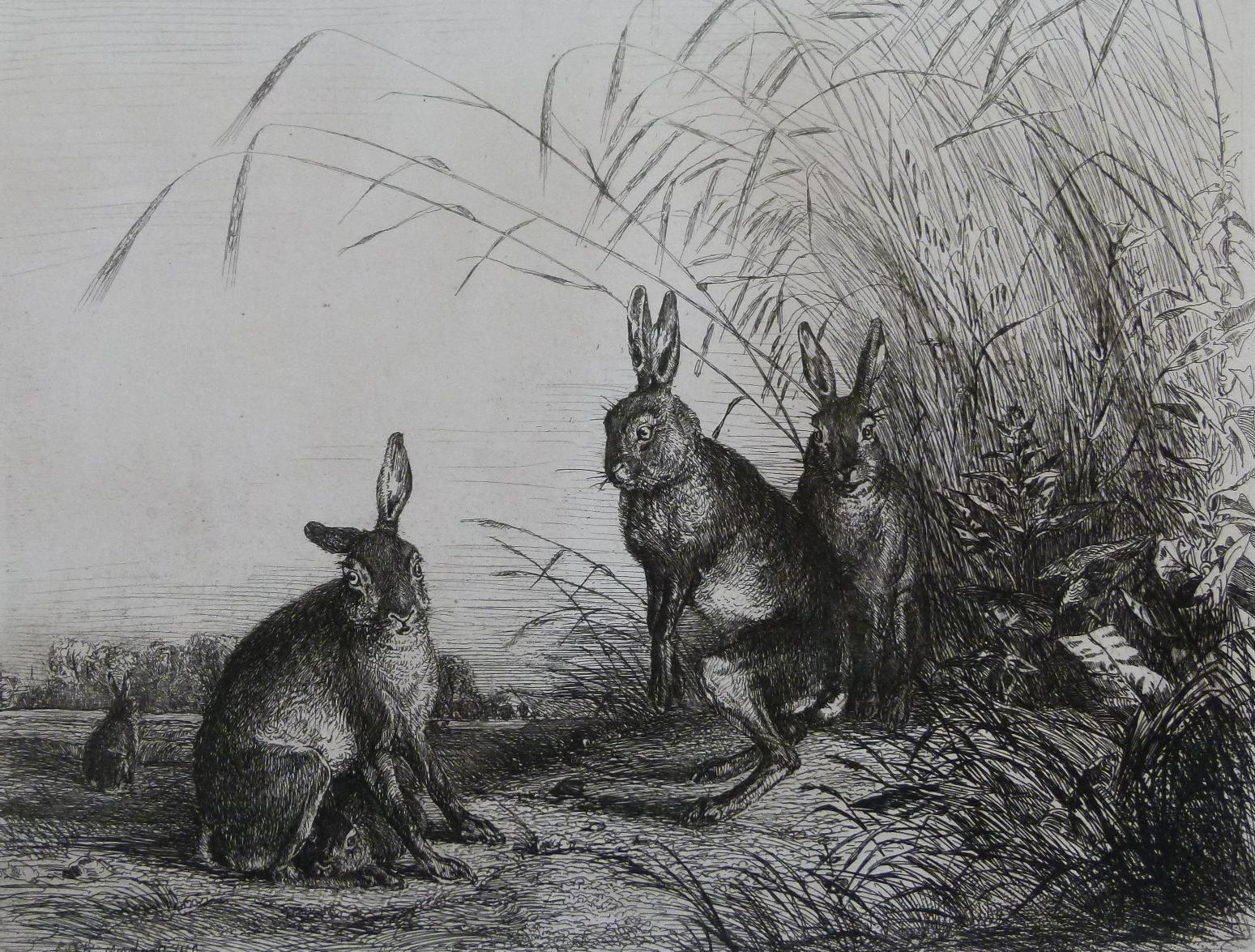
Hasen. 1843, Radierung, 20 × 28,8 cm, Stadtmuseum Simeonstift Trier, Inv. Nr. V 693.

Friedrich Anton Wyttenbach (* 23. März 1812 in Trier; † 9. November 1845 ebenda) war ein deutscher Genre- und Tiermaler.

## Leben und Wirken

### Herkunft
Friedrich Anton Wyttenbach wurde am 23. März 1812 als viertes von sechs Kindern der Eheleute Johann Hugo Wyttenbach und Anna Maria geb. Ramboux geboren und am 25. März 1812 in der Innenstadtpfarrei Liebfrauen-St. Laurentius getauft. Er wuchs in einem kulturell ambitionierten Elternhaus auf. Der Vater gehörte als Gymnasialdirektor, Gründer und Leiter der Stadtbibliothek sowie als Verfasser philosophischer Anthologien und stadthistorischer Werke zur geistigen Elite Triers. Die aus einer Goldschmiede- und Kaufmannsfamilie stammende Mutter war die Schwester des Malers, Konservators und Trierer Ehrenbürgers Johann Anton Ramboux, der in seiner frühen Schaffensperiode in Trier zwischen 1822 und 1832 im Hausstand Wyttenbach lebte und nachhaltigen Einfluss auf die Entwicklung seines Neffen nahm.

### Ausbildung
Aufgrund seiner künstlerischen Begabung setzte Friedrich Anton Wyttenbach seinen Berufswunsch, Maler zu werden, gegen die ursprünglichen Vorstellungen seines Vaters durch. Er erhielt systematischen Zeichen- und Malunterricht durch den am Gymnasium tätigen Maler Karl Ruben, der auch schon Ramboux ausgebildet hatte. 1829 ging Wyttenbach an die Düsseldorfer Kunstakademie, an der er bis 1832 studierte. Verlässliche Auskünfte über seine Fortbildungsschwerpunkte gibt es ausweislich der Schülerlisten nur für das Wintersemester 1830/1831, als er die „Zweite oder Vorbereitungsklasse“ unter dem Porträtisten und Akademieprofessor Heinrich Christoph Kolbe besuchte. Ohne urkundlichen Nachweis wird in der Literatur zudem von Studien im Fach der Historienmalerei unter Akademiedirektor Wilhelm von Schadow und von erfolgreichen Anfängen in der Tiermalerei berichtet. Überliefert ist auch Wyttenbachs Freundschaft mit den Brüdern Gustav Preyer (Landschaftsmaler) und Johann Wilhelm Preyer (Stilllebenmaler) in Düsseldorf.

### Interimszeit in Trier
1832 kehrte Wyttenbach nach Trier zurück, um seine Wehrpflicht, die jeweils im Oktober eines Jahres begann, zu absolvieren. Für ihn zog sich die Militärzeit bis Ende März 1834 hin, da sie von einer mehrmonatigen Haft auf der Festung Ehrenbreitstein in Koblenz unterbrochen wurde. Dies ergibt sich aus einem Konvolut von Briefen, die der Maler aus der Haft heraus an seinen Freund Peter Junk in Trier sandte, allerdings ohne die Gründe für den Freiheitsentzug zu benennen. Mit hoher Wahrscheinlichkeit handelte es sich um eine militärische Disziplinarmaßnahme. Soweit vermutet wurde, Wyttenbach sei Opfer der Demagogenverfolgung des Vormärz geworden, reicht seine bloße Mitgliedschaft ab 1832 in dem kurzlebigen Trierer „Jungdeutschen Kränzchen“ für diese Annahme nicht aus, auch wenn zu diesem Kreis überregional bekannte Oppositionelle wie der Publizist Eduard Duller, der Dichter Friedrich von Sallet oder der Musiker Joseph Mainzer gehörten.

### Das Münchener Jahrzehnt
Noch im Laufe des Jahres 1834 zog Wyttenbach nach München und lebte sich schnell in die dortige Kunstszene ein: Der Maler Engelbert Seibertz zählte ihn schon 1834 zu seinen „neuen Freundschaften im Fink’schen Kaffeehaus.“ Wyttenbach selbst wie auch sein Vater – dieser als unterstützender „Kunstfreund“ – erwarben die Mitgliedschaft im Kunstverein München, der als erfolgreicher Präsentations- und Umschlagplatz für die Kunstproduktion am Ort und der Vernetzung mit auswärtigen Kunstvereinen diente. Ab 1835 stellte Wyttenbach dort regelmäßig aus, u. a. das schon in Trier begonnene Ölgemälde „Portal der Liebfrauenkirche in Trier“.
Der Königlichen Akademie der Bildenden Künste in München unter dem damaligen Direktorat des Peter von Cornelius, einem Hauptvertreter der Stilrichtung der Nazarener, blieben die als „Fächler“ bezeichneten Landschafts- und Genremaler meist fern. Auch Wyttenbach ist in den Matrikelbüchern der Akademie nicht aufgeführt, stellte dort aber zumindest einmal (1835) aus, u. a. mit dem schon arrivierten Heinrich Bürkel, dessen Genreszenen und Variationen einmal angeschlagener Themen ihn erkennbar beeinflussten. Mit der lebhaften Unmittelbarkeit seines 1838 geschaffenen Genrebildes „Dult in München“, einer Jahrmarktsszene vor Stadtkulisse, transferierte er Bürkels südländische Markt- und Straßenszenen auf Münchener Terrain.

### Tiermalerei
Friedrich Anton Wyttenbachs Hauptfach wurde die Tiermalerei, mit der er zu Münchner Hauptvertretern dieses Fachs wie Robert Eberle oder Johann Friedrich Voltz aufschloss. Seine Tierdarstellungen zeichnen sich durch hohe Wirklichkeitstreue aus, die er aus genauer Beobachtung und instinktivem Einfühlen in ihre spezielle Eigenart gewann. Das galt vor allem für die Hunde, denen er besonders zugetan war und die er zu mehreren als ständige Begleiter hielt. Er beließ es jedoch nicht bei deren porträthafter Wiedergabe, denn sie standen für ihn nicht absolut, sondern in ihrer Beziehung zum Menschen und dessen Gesellschaftsverhältnissen. Wyttenbach unterlegte seine mit genrehaften Elementen angereicherten Tierszenen mit bissiger Zeitsatire und sozialer Kritik. Ob er sich dabei auch an den Werken des damals schon hoch geschätzten englischen Hundemalers Edwin Landseer orientierte, der neben perfekten Tierporträts ebenfalls Missstände in komisch-grotesken Situationen geißelte, muss offenbleiben.
In seinem 1836 entstandenen Gemälde Hund auf dem Grab seines Herrn nach dem Gedicht Der Bettler und sein Hund von Adelbert von Chamisso stellte Wyttenbach der Unbarmherzigkeit des Menschen die unbedingte Anhänglichkeit der Kreatur gegenüber. Sein Ölgemälde Ein Pudel befreit alle von der Polizei inhaftierten, nicht maulkorbtragenden Hunde aus dem Jahre 1842 war als Anprangerung des vormärzlichen Polizeistaates zu verstehen. Selbst das – in Bürkel-Manier – vielfach abgehandelte Thema des „Savojardenjungen“ mit seinen dressierten Hunden oder Affen enthielt einen an die Betrachter gerichteten, klischeeartig festgezurrten Mitleidsappell mit dem Strom der Armutsemigranten aus Savoyen. In der scheinbar possierlichen Variante Die Generalprobe aus dem Jahre 1841 zeigte Wyttenbach grotesk mit Miniaturroben „zur Komödie geputzte Hunde“, die sich in einem Stall voller Gerümpel auf ihren Publikumsauftritt vorbereiten. Die gleichnishafte Übertragbarkeit des zentralen Dressuraktes auf den Menschen war auch hier nicht zu übersehen.

### Jagdstücke
In den 1840er Jahren verschwanden die provokanten oder anekdotischen Beifügungen aus Wyttenbachs Malerei. Von Jugend an mit der Jagd vertraut – sein Patenonkel Franz Anton Utsch war Forstmeister und selbst passionierter Jäger – hatte er in Münchner Jägerkreisen Fuß gefasst und sich nun fast ausschließlich der Darstellung von Jagdstücken zugewandt.
Das ungezähmte, autonomer als Haus- und Nutztiere angesehene Wild und die sich etablierende Kunstströmung des Realismus forderten eine sachlichere Wiedergabe in möglichst naturnaher Umgebung, wie er sie mit zahlreichen Ölgemälden zum Thema Wild und Jäger oder mit seiner leichthändigen Radierung „Hasen“ vorlegte. Sie bildeten den Höhepunkt seiner Künstlerlaufbahn und seiner Verkaufserfolge. Zu seinem Renommee trug auch bei, dass er 1841 ein Jagdhaus im Revier Forstenried bei München unentgeltlich mit insgesamt 8 Wandgemälden mit Jagdszenen ausschmückte. Die Initiative dazu war vom königlichen Revierförster und Parkmeister Max von Schilcher ausgegangen, der auch Mitglied des Münchner Kunstvereins war.

### Rückkehr nach Trier
Der Münchener Aufenthalt des jungen Malers endete krankheitsbedingt schon 1844. Wie sein Freund Engelbert Seibertz berichtete, hatte sich der sehr beliebte und für große Auftritte begabte Wyttenbach den Spitznamen „Baron“ zugezogen, trotz guter Bilderverkäufe aber häufig über seine Verhältnisse gelebt. Nun kehrte er zu seiner Familie nach Trier zurück. Es verblieb ihm jedoch lediglich ein knappes Lebensjahr, in dem er noch mehrere Arbeiten vollenden und ein biedermeierliches Familienporträt gestalten konnte, das mit großer Wahrscheinlichkeit seine drei Schwestern und vier weitere Mitglieder oder Freunde der Familie Wyttenbach zeigte.
Mit seinem letzten Gemälde, Ruhe nach der Jagd, später als Trierer Jagdgesellschaft bezeichnet, stellte er noch einmal sein hohes Potenzial als Porträtist von Mensch und Tier, als Genremaler und als Landschafter mit reichem koloristischen Repertoire unter Beweis. Auf dem großformatigen Ölgemälde gruppierte er mehr als 30 Teilnehmer einer herbstlichen Jagdgesellschaftnahe dem Forsthaus Kobenbach bei Trier rund um ihre Jagdstrecke, nicht ohne sein Selbstporträt mit Jagdhund am rechten unteren Bildrand einzufügen. Noch während der gut besuchten Ausstellung des Bildes im Trierer Casino verstarb der Maler im Alter von 33 Jahren.

## Werke und Ausstellungen (Auswahl)
Die nachfolgende Werkliste stützt sich auf Museumsbestände (ohne Wiederholung der hier abgebildeten Arbeiten), auf die Jahres- und Rechenschaftsberichte des Kunstvereins (KV) München, die Ausstellungslisten der Akademie der Bildenden Künste in München, der Badischen Kunstausstellungen (KA) in Karlsruhe, der Berliner Akademie der Bildenden Künste und auf die Angaben bei Dieck: Neu aufgefundene Werke des Trierer Malers Friedrich Anton Wyttenbach. 1964. Das zeitgenössische bayrische Längenmaß „Zoll“ betrug knapp 3 cm (2,9185 cm).

### Ölgemälde
- 1834: Drei Politiker in der Schenke. Größe unbekannt.[20]
- 1835: Zwei Klostergeistliche in einem Kreuzgange. 20 × 33 Zoll, Kunstausstellung der Bayrischen Akademie der Bildenden Künste in München.
- 1836: Ein Savojardenjunge mit Hunden. 19 × 17 Zoll, KV München.
- 1836: Spielende Hunde. 39 × 46 Zoll, KV München.
- 1836: Die Krone des Elends. Größe unbekannt, Berliner Akademie-Ausstellung.
- 1837: Ein todter Hund auf einem Grabe. 12,5 × 14 Zoll, KV München und KA Karlsruhe Juni 1837.
- 1837: Ein Savojardenjunge mit einem Affen. 10,5 × 9,5 Zoll, KV München.
- 1837: Der Verurtheilte. 11,5 × 9,5 Zoll, KV München.1838
- 1838: Studien im Stall. 55 × 77 cm, Wallraf-Richartz-Museum Köln, Inv. Nr. WRM 1110.[21]
- 1838: Bildnis eines Mädchens mit einem Jagdhunde. 33,5 × 26 Zoll, KV München.
- 1838: Ein Stall mit Affen. 19,5 × 27 Zoll, KV München.
- 1838: Schäfer mit seiner Herde vor weiter Landschaft mit Burganlage. 28 × 32 cm, signiert und datiert „A. Wyttenbach 1838“, Dorotheum in Wien.[22]
- 1838: Dult in München. 79 × 109 cm, Neue Pinakothek München, Inv. Nr. 7732.
- 1839: Scene in einem Tiroler Bauernhaus. 11,5 × 10 Zoll, KV München.[23]
- 1839: Bärenkopf (Studie). Städtische Galerie im Lenbachhaus München.[24]
- 1840: Ein Fuchs bei seinem Bau. 13 × 16 Zoll, KV München.
- 1840: Ein Hirsch in der Brunft. 24 × 19,5 Zoll, KV München.
- 1841: Eine Jagdgesellschaft. 24 × 32 Zoll, KV München.
- 1841: Jagdhaus im Forstenrieder Revier. Bilderzyklus von 8 Wandgemälden in Öl- und Wachstechnik (Enkaustik)
- 1842: Ein Pudel befreit alle von der Polizei inhaftierten, nicht maulkorbtragenden Hunde, auch als Die Hunde als Revolutionäre bezeichnet. 24 × 30 cm, Stadtmuseum München, Gemäldesammlung Inv. Nr. GM 30/1902.
- 1842: Ein Jagdstück. 30 × 40 Zoll, KV München.
- 1843: Ein Fuchs beschleicht eine Ente. 9 × 12 Zoll, KV München.
- 1844: Todtes Wild. Größe unbekannt, KV München.

### Grafik
- 1830: Porträtkopf des Johann Hugo Wyttenbach. Dessen englischer Ausgabe eines Stadtführers durch Trier als lithografiertes Frontispiz beigegeben, signiert und datiert: F. A. Wyttenbach del. 1830, 25,5 × 18,3 cm.[25]
- 1843: Ein Pudel befreit alle von der Polizei inhaftierten, nicht maulkorbtragenden Hunde, Radierungen und Lithografien nach dem gleichnamigen Gemälde von F. A. Wyttenbach. Die Original-Lithografie (gr. folio) veröffentlicht in „Kohlers Münchner Album“, München 1846.[26]
- Undatiert: Hund auf dem Grab seines Herrn, auch bezeichnet als Der treue Wächter. Lithografie (qu. folio) von J. Bergmann nach dem Gemälde von F. A. Wyttenbach.